# Philippe Dubois (chimiste)
Pour les articles homonymes, voir Philippe Dubois et Dubois.
Philippe Dubois, né à Charleroi le 23 juin 1965, est un chimiste et universitaire belge. Il est depuis 2018, recteur de l'Université de Mons.
Ses recherches couvrent la catalyse, la chimie macromoléculaire et l'ingénierie des matériaux polymères et (nano)composites y compris les matériaux biosourcés. Il est par ailleurs le Recteur de l'Université de Mons (en fonction en octobre 2018). En 2022, il co-fonde et devient le 1er Président de l’Université Européenne EUNICE aisbl, qui rassemble plus de 170 000 étudiants-chercheurs dans 10 pays européens. En 2024, il est (co-)auteur de 820 publications scientifiques (h-index de 124 et 71.500+ citations) et (co-) dépositaire de 78 inventions brevetées.

## Biographie
Philippe Dubois est né à Charleroi en 1965, son père était mineur au Charbonnage du Roton à Farciennes et sa maman mère au foyer. Après une licence en chimie réalisée aux Facultés Universitaires Notre-Dame de la Paix à Namur qu’il ponctue en 1987 avec le meilleur mémoire récompensé par la Société royale de chimie et une première publication, Philippe Dubois rejoint l’université de Liège pour y poursuivre sa thèse de doctorat.
Sous la supervision du Professeur Philippe Teyssié, il étudie la synthèse contrôlée de nouveaux polymères biocompatibles et biodégradables trouvant applications dans le domaine biomédical, par exemple en tant que systèmes à libération prolongée de médicaments. Un premier brevet et une douzaine de publications, dont plus de la moitié publiée dans la revue Macromolecules, no 1 en science des polymères, découlent de ses travaux de thèse. Trois ans plus tard, sa thèse de doctorat lui est décernée avec la plus grande distinction et les félicitations du jury. En 1991, il réalise un postdoc avec la société Dow Chemicals (Terneuzen, Hollande) sur l’étude de la catalyse organométallique hétérogène en synthèse de composites polyoléfiniques. Les travaux de Philippe Dubois sont de nouveau brevetés et font l’objet de trois publications scientifiques.
Après une année de service militaire à la force aérienne en 1992 (sergent-instructeur NBC), Philippe Dubois rejoint le professeur Robert Jérôme à l’ULg d’abord comme premier assistant de recherche et ensuite comme chargé de recherche du FNRS. C’est à cette période qu’il développe un nombre considérable de collaborations nationales et internationales, aussi bien académiques qu’industrielles. Parmi celles-ci, Philippe Dubois est invité en tant que scientifique visiteur et ensuite comme professeur visiteur dans différents centres universitaires tels que l'Institut royal de technologie, Department of Polymer Technology, à Stockholm en Suède, l'Institute of Polymer Chemistry à Zabrze et  le Center of Molecular and Macromolecular Studies à Lodz, tous deux membres de la Polish Academy of Sciences, l’Institute of Synthetic Polymeric Materials de la Russian Academy of Sciences à Moscou, ou encore l’IBM Almaden Research Center à San José en Californie.
Plus particulièrement en 1994, le Dr Dubois bénéficie d’une bourse de l'université d'État du Michigan (MSU) à East Lansing, Michigan. Il y débute une longue et fructueuse collaboration avec le professeur Ramani Narayan au Department of Chemical Engineering and Materials Science où il étudie l’ingénierie chimique des matériaux polymères « biosourcés », c’est-à-dire issus du monde végétal (ressources renouvelables). C’est à ce moment que Philippe Dubois décide d’orienter ses recherches en chimie « verte » en associant la chimie de catalyse macromoléculaire, l’ingénierie des matériaux organiques et les procédés de mise en œuvre des (bio)polymères, plus spécifiquement par extrusion réactive. En 1995, Philippe Dubois est nommé chercheur qualifié du FNRS et poursuit ses recherches à l’ULg jusqu’en 1997. À cette période, il est inventeur de 10 brevets internationaux et auteur de plus de 65 publications scientifiques.

### Position académique et domaines de recherche
En octobre 1997, Philippe Dubois est engagé comme chargé de cours à l’université de Mons-Hainaut (UMons depuis 2009) pour y lancer les premières activités en chimie de synthèse macromoléculaire de l’université. Il fonde le service des matériaux polymères et composites (SMPC) dans le cadre du pôle d’excellence Materia Nova. En 1999, il est nommé professeur et en 2003, professeur ordinaire ; il enseigne à l’UMons la chimie organique, la chimie macromoléculaire et la chimie industrielle en faculté des sciences mais y donne également plusieurs cours en chimie, ingénierie et technologie des matériaux polymères et composites, certains se donnant aussi en faculté polytechnique. En parallèle, il est professeur adjoint à l’université de Liège (depuis 1995), professeur invité à l’Université de Namur (UNamur, depuis 2001), professeur invité à l’université catholique de Louvain (en 1995, 1996, 2005 et 2006), et depuis 2005, adjunct professor au Department of Chemical Engineering de l'université d'État du Michigan. En 2014, il occupe le poste de visiting professor à la King Abdullah University of Science and Technology, KAUST en Arabie Saoudite et il est nommé guest professor au National Key-Lab of Chemical Engineering de l'université du Zhejiang, à Hangzhou, en Chine. 
Depuis son arrivée à Mons, le prof. Dubois a continuellement conduit ses recherches à l’interface entre i) la chimie/catalyse organique et macromoléculaire et ii) la science et l’ingénierie des matériaux et ce, en étroite collaboration universitaire mais aussi industrielle. Ainsi, sur les 55 personnes qu’il encadre au SMPC, environ la moitié étudie la production de matériaux polymères par mise en œuvre/extrusion réactive au départ du parc instrumental qu’il est parvenu à monter. En étroite collaboration avec le centre de recherche Materia Nova asbl où il agit comme directeur scientifique, Philippe Dubois a également développé tout un laboratoire de caractérisation moléculaire, physicochimique, thermique, morphologique et mécanique lui permettant d’appréhender les relations de base « structure moléculaire – propriétés physicochimiques – performances thermomécaniques » capitales en science des matériaux. En 2007, le professeur Dubois décide de fédérer la recherche dans le domaine des polymères à l’Umons et fonde avec ses collègues le Centre d’innovation et de recherche en matériaux polymères (CIRMAP). Ce centre dont il assure la direction jusqu’en septembre 2016 regroupe cinq laboratoires de la faculté des sciences, soit environ 165 personnes dont près de 50 doctorants et 45 postdocs. Le CIRMAP est impliqué dans de nombreux programmes de recherche au niveau national (BELSPO-PAI, FNRS-EoS), communautaire (FWB-ARC), régional (par exemple, il est promoteur du programme d’excellence « OPTI²MAT » financé par la Région wallonne de 2009 à 2014) et européen (son Service est impliqué dans de nombreux projets collaboratifs au niveau du 7e Programme Cadre, de la Programmation Horizon 2020 et des Programmes Interreg).
Globalement, les activités de recherche du prof. Dubois peuvent se résumer de la façon suivante : « par un contrôle fin de la synthèse organique et macromoléculaire impliquant la catalyse organométallique et plus récemment organique (« metal-free »), l’ingénierie de mise en œuvre des matières plastiques et la caractérisation approfondie des propriétés des polymères et (nano)composites résultants, comment développer de nouveaux matériaux multiphasés performants trouvant application dans des domaines aussi variés que les industries de l’emballage, électrique et électronique, du transport et biomédicale ». Plus précisément, il a orienté ses travaux dans cinq secteurs que sont : 
- la maîtrise de la synthèse de nouvelles architectures polymères (fonctionnalisées) par polymérisation radicalaire ou d’insertion de monomères vinyliques et d’ouverture de cycle de lactones, oxiranes et carbonates cycliques ;
- l’étude de la catalyse organique et organométallique en chimie macromoléculaire du point de vue thermodynamique, cinétique et mécanistique des réactions chimiques ;
- la mise au point de mélanges polymères, de (nano)composites polymères impliquant les techniques de mise en œuvre réactive ;
- la synthèse de (bio)matériaux d’origine renouvelable (« biosourcés ») pouvant impliquer la propriété de biodégradation ;
- la synthèse et l’implication de nouveaux (co)polymères électroconjugués et nanoparticules conductrices en conception de dispositifs électro-optiques tels que cellules photovoltaïques et diodes électroluminescences.

Philippe Dubois a personnellement (co)organisé 35 conférences nationales et internationales (et a participé à plus de 65 comités scientifiques de conférences internationales). Il a personnellement présenté 342 conférences et communications scientifiques (et est repris comme coauteur dans plus de 680 autres présentations à conférences internationales). Ainsi, il a été invité à donner la conférence principale d’ouverture de plusieurs congrès internationaux d’envergure dans le domaine de la chimie et l’ingénierie des matériaux polymères.
Philippe Dubois est impliqué à l'université de Mons, dans l'enseignement ainsi que dans la gestion de l'Université. À l’international, il intervient dans différentes universités : « adjunct professor in Chemical Engineering and Materials » à la Michigan State University-MSU, MI, USA, « guest professor at the National Key-lab of Chemical Engineering » à l'université du Zhejiang-ZJU, Hangzhou, Chine, invited professor à la King Abdullah University of Science and Technology-KAUST en Arabie Saoudite, professeur honoraire à la Faculté des Sciences, de la Technologie et de la Communication de l’université de Luxembourg-UniLu, et professeur invité à l'Université Polytechnique Hauts de France-UPHF, France. Pendant l’année académique 2016-2017, il prend une année sabbatique pour rejoindre le Luxembourg Institute of Science and Technology-LIST où, en tant que directeur scientifique, il y lance le National Composite Center-Luxembourg,. En 2024, il se voit conférer le titre de Docteur Honoris Causa de l'Université de Montpellier en France et devient Honorary Professor de la Sichuan University à Chengdu en Chine.
De 2015 à 2017, il est élu président de la Japan-Belgium Symposium on Polymer Science.
Depuis 2018, il est Recteur-Président de l’UMONS. Ill préside le conseil d’administration de l’UMONS innovation center : Materia Nova ASBL ainsi que le conseil d’administration de GATE2 S.A., société qu’il a cofondé en 2011. Il est membre de différents CA dont ceux du Fonds national de la Recherche scientifique F.R.S.-FNRS, de l’Académie de recherche et d'enseignement supérieur (ARES) et du Conseil des Rectrices et Recteurs francophones (CRef).
Il est le premier président de l’Université Européenne EUNICE fondées sur 10 universités dans 10 pays européens.

## Prix

### Belgique
- Nomination en tant que Commandeur of Ordre de Leopold (2024)
- Materials Science Leader by Research.com, N°1 in Belgium (2023)
- Titulaire de la chaire Francqui au titre belge à l’AgroBioTech, Université de Liège (2021)
- Lauréat du prix Quinquennal du FNRS en sciences exactes appliquées (2011-2015) personnellement remis par le roi Philippe de Belgique[8],[9],[10]
- Prix Zenobe 2011 pour l’Innovation Technologique en Wallonie (2011)[11]

- Prix Eco-Booster:  Belgium National Award of Energy and Environment (2010)
- Médaille du F.R.S.-FNRS (2010)
- Académicien-membre titulaire de l'Académie Royale des Sciences, des Lettres et des Beaux-Arts de Belgique de Belgique (Classe des Sciences) (depuis 2010)
- Médaille de FWO-Flanders (2009)
- Médaille de la Société royale de chimie (2008)
- Prix triennal de la Société royale de chimie (2000)
- Prix J.S. Stas de l’Académie royale de Belgique (1994)
- Prix de la Société royale de chimie pour le meilleur mémoire de fin d’études (1987)

### International
- NTU System Honorary Lectureships Certificate jointly by 3 National Taiwan Universities in Taipei, Taiwan (2025)
- Top 0.05% worldwide highly ranked Scholar-Lifetime in Engineering & Materials Sciences by Scholar GPS (2025)
- Docteur Honoris Causa de l’Université de Montpellier, France (2024)
- Honorary Professor de la Sichuan University, Chengdu, Chine (2024)
- Top 2% World Scientists, Stanford University in Polymer Sciences (2020)
- BEPS Lifetime Achievement Award 2018[12] de la BioEnvironment Polymer Society, New York (2018)
- Membre de l'Académie européenne des sciences (Engineering Division) (depuis 2017)
- ICE Award Green Materials of the Institution of Civil Engineers, Angleterre (2016)
- N.N. Semenov’s Medal from the Academy of Engineering science, Russie (2016)
- Président de Japan-Belgium Polymer Association, Japon (2016-2018)
- Biennal Grand Prix of the French National Polymer Association «GFP», France (2013)
- Médaille Prof. I. Moscickiego  de l'Industrial Chemistry Research Institute, Pologne (2013)
- Biennal Award of the Groupe français d'études et d'applications des polymères, France (2001)[13]
- Adjunct Professor, Chemical Engineering Faculty, université d'État du Michigan, Lansing, USA (2001)
- 'European Cereal Award, Gerbe d’Or (1999)
- Classé à la 18e place mondiale dans le UNESCO -Top 100 materials scientists of the 2000-2010 decade par Thomson Reuters (publié en 2011)[réf. nécessaire]

## Édition
Philippe Dubois est éditeur et membre de 19 bureaux d’édition. Il est Editeur-associé du journal Nanocomposites 